# Miguel IV de Constantinopla
Miguel IV (em grego:  Μιχαήλ Δ), dito Autoriano (em grego: Ἀυτωρειανός; romaniz.: Autoreianós), foi o patriarca grego ortodoxo de Constantinopla entre 1206 e a sua morte em 1212.

## Vida e obras
Miguel era um homem bem-educado e membro do círculo literário à volta de Eustácio de Tessalônica. Na hierarquia eclesiástica, havia alcançado o posto de grande sacelário quando Constantinopla foi saqueada pela Quarta Cruzada em 1204. Em 1208, foi elevado a patriarca pelo imperador de Niceia Teodoro I Láscaris, sucedendo a João X Camatero, que havia morrido em 1206. Láscaris foi o fundador de um estado sucessor grego bizantino na Ásia, o Império de Niceia, e tentou persuadir João X a se juntar a ele, mas fracassou, provavelmente pela idade avançada do patriarca, que morreu logo em seguida.
Logo após assumir a função, em 20 de março de 1206, Miguel IV coroou Teodoro Láscaris como imperador (ele já havia sido aclamado como tal em no ano anterior). Ele também fez uma promessa peculiar, contrária tanto à tradição quanto à doutrina bizantinas, de remissão dos pecados de todos os soldados do novo imperador que morressem lutando. É possível, contudo, que a promessa tenha tido vida curta já que Miguel morreu em Niceia em 26 de agosto de 1212.